# المجموعة الفردانية A
المجموعة الفردانية A أو A-00 أو السُّلالة A، (بالإنجليزيَّة: Haplogroup A) هي مجموعة فردانيَّة ذكوريَّة بشريَّة، والتي تتضمن جميع المجموعات البشرية الحيَّة. يتم العثور على حاملي الفئات الفرعية الموجودة من المجموعة الفردانية A بشكل حصري تقريبًا في أفريقيا (أو بين الشتات الأفريقي)، على النقيض من المجموعة الفردانية BT، التي شارك حاملوها في هجرة البشر المعاصرين الأوائل إلى خارج أفريقيا. الفروع المعروفة للمجموعة الفردانية A هي A00 و A0 و A1a و A1b1، ترتبط هذه الفروع ارتباطًا بعيدًا جدًا، وليست أكثر ارتباطًا ببعضها البعض من ارتباطها بالمجموعة الفردانية BT.

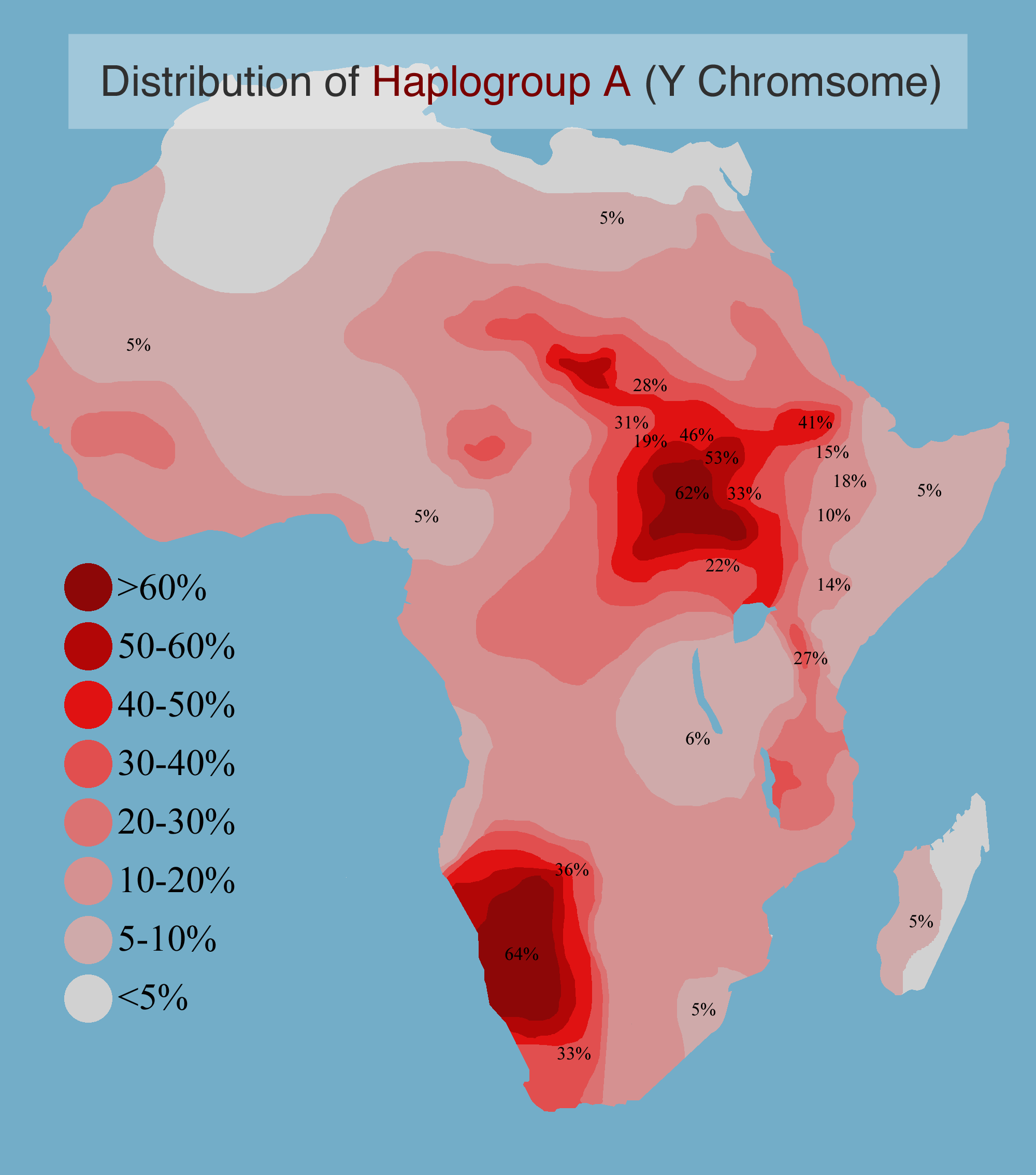
التوزيع التكراري المكاني المتوقع للمجموعة الفردانية A في أفريقيا.

تم العثور على حاملي المجموعة الفردانية A (أي غياب الطفرة المميزة للمجموعة الفردانية BT) في المناطق المأهولة بالصيادين وجامعي الثمار في جنوب أفريقيا، وخاصة بين شعب بوشمن. بالإضافة إلى ذلك، فإن سلالات DNA L0 المُتقدرة الأنثويَّة تقتصر أيضًا إلى حد كبير على البوشمن. ومع ذلك، فإن سلالة A في جنوب إفريقيا هي مجموعات فرعية من السلالة A الموجودة في أجزاء أخرى من إفريقيا، مما يشير إلى أن المجموعات الفردانية الفرعية A وصلت إلى الجنوب الإفريقي من مكان آخر.
كما تم اكتشاف السلالتين الأساسيتين للمجموعة الفردانية A وA0 وA1 (قبل الإعلان عن اكتشاف المجموعة الفردانية A00 في عام 2013) في كُلًا من غرب أفريقيا وشمال غرب أفريقيا ووسط أفريقيا. يشير الباحث كروسياني وغيره في عام 2011 م، إلى أن هذه الأنساب ربما ظهرت في مكان ما بين وسط وشمال غرب أفريقيا. سكوزاري وآخرون. (2012) أيد أيضًا "فرضية الأصل في الربع الشمالي الغربي من القارة الأفريقية للمجموعة الفردانية A1b [أي A0]".
في عينة مركبة مكونة من 3551 رجلًا أفريقيًا، كان معدل تكرار المجموعة الفردانية A 5.4%. تم الإبلاغ عن أعلى تكرارات للمجموعة الفردانية A بين الكويسان في جنوب إفريقيا، وبيتا إسرائيل، والنيليين الصحراويين من السودان.

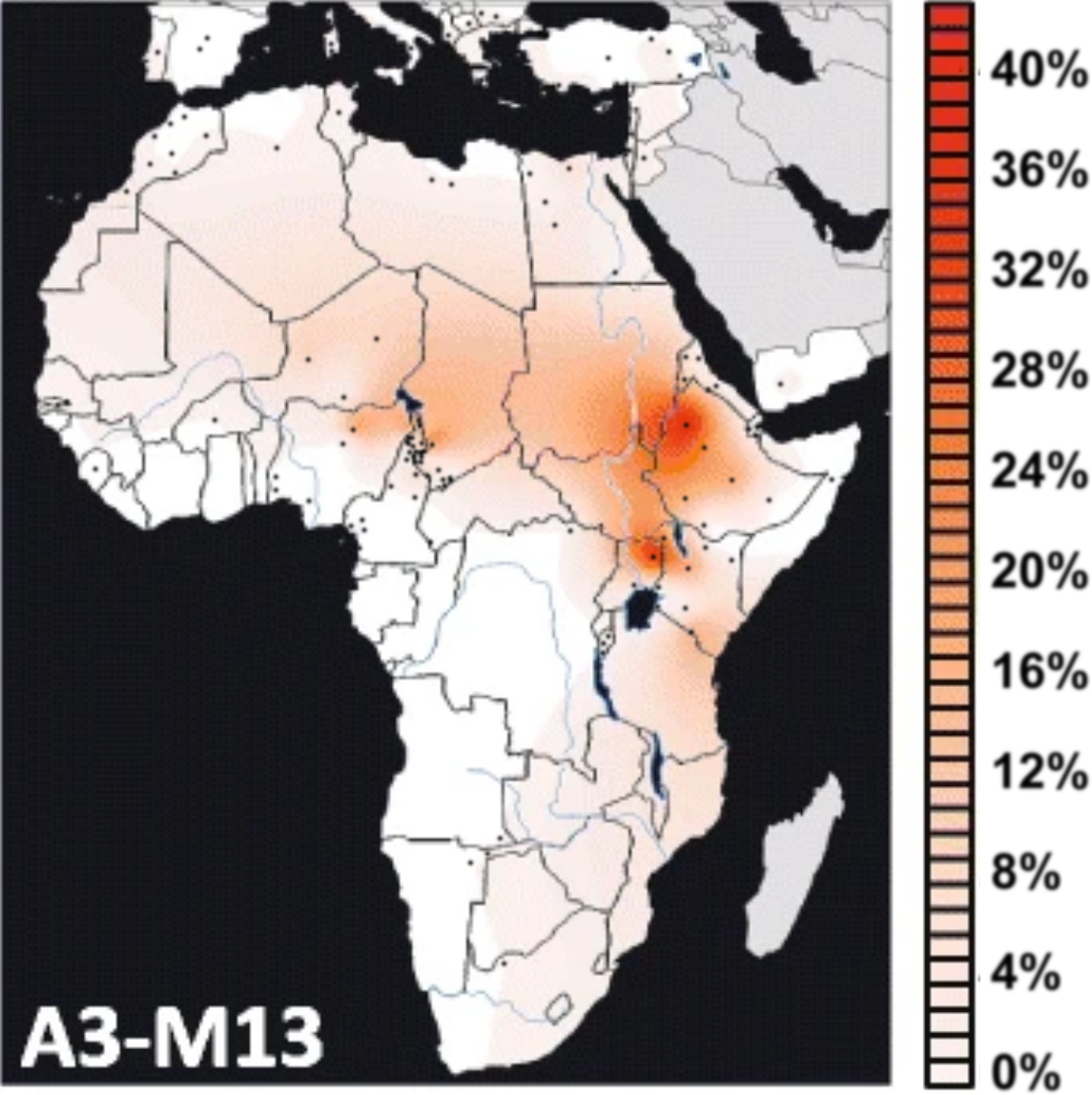
توزيع التردد الجغرافي للسُّلالة A3-M13.

الفئات الفرعية للسُّلالة A
- A-M114
- A-M118
- A-M13
- A-M171
- A-M28
- A-M31
- A-M32
- A-M51
- A-M6
- A-P28

### فهرس
- Mendez FL، Krahn T، Schrack B، وآخرون (مارس 2013). "An African American paternal lineage adds an extremely ancient root to the human Y chromosome phylogenetic tree". Am. J. Hum. Genet. ج. 92 ع. 3: 454–9. DOI:10.1016/j.ajhg.2013.02.002. PMC:3591855. PMID:23453668. as PDF نسخة محفوظة 2019-09-24 على موقع واي باك مشين.
- "Y-Haplogroup A Phylogenetic Tree". مارس 2013. مؤرشف من الأصل في 2018-08-18. اطلع عليه بتاريخ 2013-03-30. (chart highlighting new branches added to the A phylotree in March 2013)